# Liste der Ehrendoktoren der Universität für Bodenkultur Wien
Die Liste der Ehrendoktoren der Universität für Bodenkultur Wien listet alle Personen auf, die von der Universität für Bodenkultur Wien die Doktorwürde ehrenhalber verliehen bekommen haben, chronologisch sortiert nach dem Jahr der Verleihung.

## Ehrendoktorate

### Hochschule für Bodenkultur (Verleihungen 1907 bis September 1975)
- 1907: Ludwig Dimitz (1842–1912), Gustav Marchet, Emanuel von Proskowetz (1849–1944), Friedrich Stadler von Wolffersgrün (1852–1936)
- 1909: Adolf von Guttenberg
- 1913: Ludwig Cwiklinski (1853–1943), Wilhelm Exner, Friedrich W. Fleischmann, Leopold Hufnagl (1857–1942), Max Hussarek von Heinlein, Johann II. (Liechtenstein), Karl Petraschek (1846–1928), Rudolf Pollack (Ritter von Hoertingen), Adam Schwappach, Siegfried Strakosch, Friedrich Strohmer (1852–1914),  Franz von Zenker (1856–1925), Friedrich von Zimmerauer (1854–1929), Nathan Zuntz
- 1916: Eugen von Österreich-Teschen, Friedrich von Österreich-Teschen, August von Mackensen
- 1919: Erich Oskar Arenander (1862–1925), Ernst Laur, Benno Martiny (1836–1923), Adolf Mayer, Herman Nilsson-Ehle, Kurt von Rümker, Franz Friedrich Schindler
- 1921: Fritz Redlich (1868–1921), Gustav Skutezky (1859–1937)
- 1922: Max Endres, Arnold Engler (1869–1923), Hermann von Guttenberg, Eugen Guzman (* 1853), Henrik Hesselman (1874–1943), Franz Heske, Peter Erasmus Müller (1840–1926), Adolf Oppermann (1861–1931), Gunnar Schotte (1874–1925)
- 1924: Erwin Baur, Aimo Kaarlo Cajander, Carl Fruwirth, Carl Kronacher, Eduard Seidl (1854–1934; siehe Seidl (Familie)), Heinrich Vater
- 1927: Michael Hainisch
- 1929: Georg Haase, Nils Hansson (1867–1945)
- 1931: Friedrich Aereboe
- 1933: Otto Appel, Hans Molisch, Christoph Wagner (1869–1936)
- 1936: Leopold Adametz
- 1937: Rudolf Fleischmann, Wenzel Seifert (1862–1942)
- 1941: Friedrich Schucht
- 1942: Karl Escherich
- 1943: Georgi Stefanow Chlebarow
- 1945: Emmerich Zederbauer (1877–1950)
- 1946: Georg Strele (1861–1950)
- 1947: Manfred Mautner Markhof senior
- 1948: Aarnio Bernhard (1876–1951), Carl Fridolin Baeschlin (1881–1961), Josias Braun-Blanquet, Leopold Figl, Hermann Knuchel, Harry Lundin (1896–1973), Ivar Trägardh (1878–1951), Erich Tschermak-Seysenegg
- 1950: Ake Ernst Akerman (1887–1955), Rudolf Buchinger, Heinrich Lorenz-Liburnau (1869–1957), Edward John Russell (1872–1965)
- 1951: Eduard Dolezal, Heinrich von Ficker, Heinrich Gleißner, Josef Häusler (1869–1957), Vinzenz Schumy
- 1952: John Hammond
- 1953: Otto Fauser, Ferdinand Zunker
- 1955: Hans Pallmann
- 1957: Oskar Howald, Karl Scharrer
- 1958: Josef Nikolaus Köstler (1902–1982), Kurt Mantel
- 1962: Bruno Drews, Hubert Hugo Hilf (1893–1984), Bruno Huber
- 1965: Eduard Hartmann
- 1967: Johannes Brüggemann, Victor Dieterich, Guglielmo Giordano (1904–2000), Erik J. Lönnroth (1883–1971)
- 1970: Zinaida E. Becker (1908–1986), Lenz Moser
- 1972: Herbert Billib, Philippe Duchaufour (1912–2002), Árpád Kézdi, Edwin Lauprecht, Hans Leibundgut, Hans Linser, Erwin Reisch, Heinrich Walter, Torsten O. Wiken (1912–1995), Edzard Zollikofer (1906–1986)
- 1975: Rudolf Heiss

### Universität für Bodenkultur Wien (seit 1. Oktober 1975)
- 1979: Josef Kisser (1899–1984), Riccardo Morandini (* 1925)
- 1982: Robert Hampel (1900–1994), Fikret Saatçioğlu (1910–1983)
- 1983: Leendert Huismann (* 1918), Karl Kratzl (1915–2003)
- 1985: Kurt Meinhold (1924–1987)
- 1986: Albert Baumgartner (1919–2008), Günther Schwab (1904–2006)
- 1988: Franz Fliri (1918–2008)
- 1989: Eduard Stadelmann (1920–2006)
- 1990: Hans Tuppy (1924–2024)
- 1992: Gene Elden Likens (* 1935), Paul Stefanovits (1920–2016)
- 1995: János Iváncsics (1938–2002), Hans Klaushofer (1920–2006), José Lutzenberger, András Winkler (* 1942)
- 1997: Johann Eibl (* 1925), Thomas M. Hinckley, Walter Larcher, Donald Nielsen (* 1931), Hugo Meinrad Schiechtl (1922–2002)
- 1998: Harry Schachter, Jörg Schneider (* 1934), Niko Torelli
- 1999: Martin Lendi (* 1933), Josef Riegler, Michael Rist (* 1927)
- 2000: Friedrich Dorner (* 1940)
- 2001: Timothy Charles Whitmore (1935–2002)
- 2002: Adolf Martin Steiner (* 1937)
- 2003: Hans-Dieter Löffler (1927–2003)
- 2004: Reinhard Hüttl
- 2009: Jan Hron
- 2010: Franz Fischler
- 2013: Steven W. Running (* 1950), Andrea Schenker-Wicki
- 2014: Peter Raspor (* 1954), Heinrich Spiecker
- 2015: Manfred Grasserbauer (* 1945), Ingrid Kögel-Knabner
- 2017: Doru Pamfil (* 1953), Jiří Balík
- 2019: Albrecht E. Melchinger (* 1949)
- 2020: Gregory Paul Winter
- 2022: Ino Čurik (* 1966), Herbert Hurka (* 1940)
- 2023: Florian Krammer, Rainer Horn (* 1950)